# Mannen och trädet

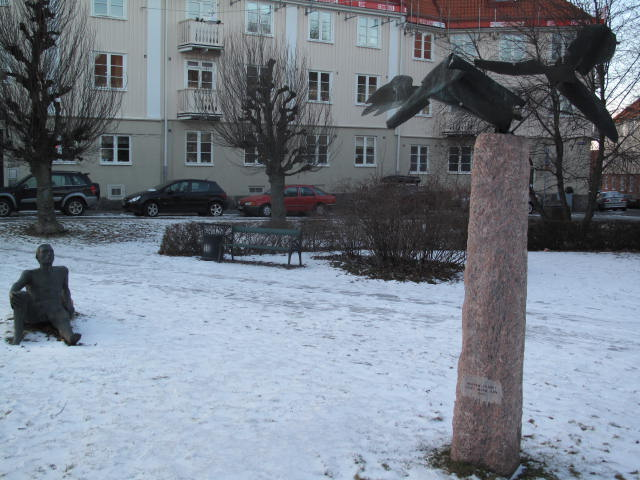
Mannen och trädet.

Mannen och trädet är en skulpturgrupp i brons utförd av Britt-Marie Jern 1991. Gruppen består av två delar, en naken halvliggande man som tittar på en skulptur, placerad på en två meter hög stensockel. Konstverket är placerat i den lilla parken Viloplatsen i Bagaregården i Göteborg.